# Manuel Emilio Llano Menéndez

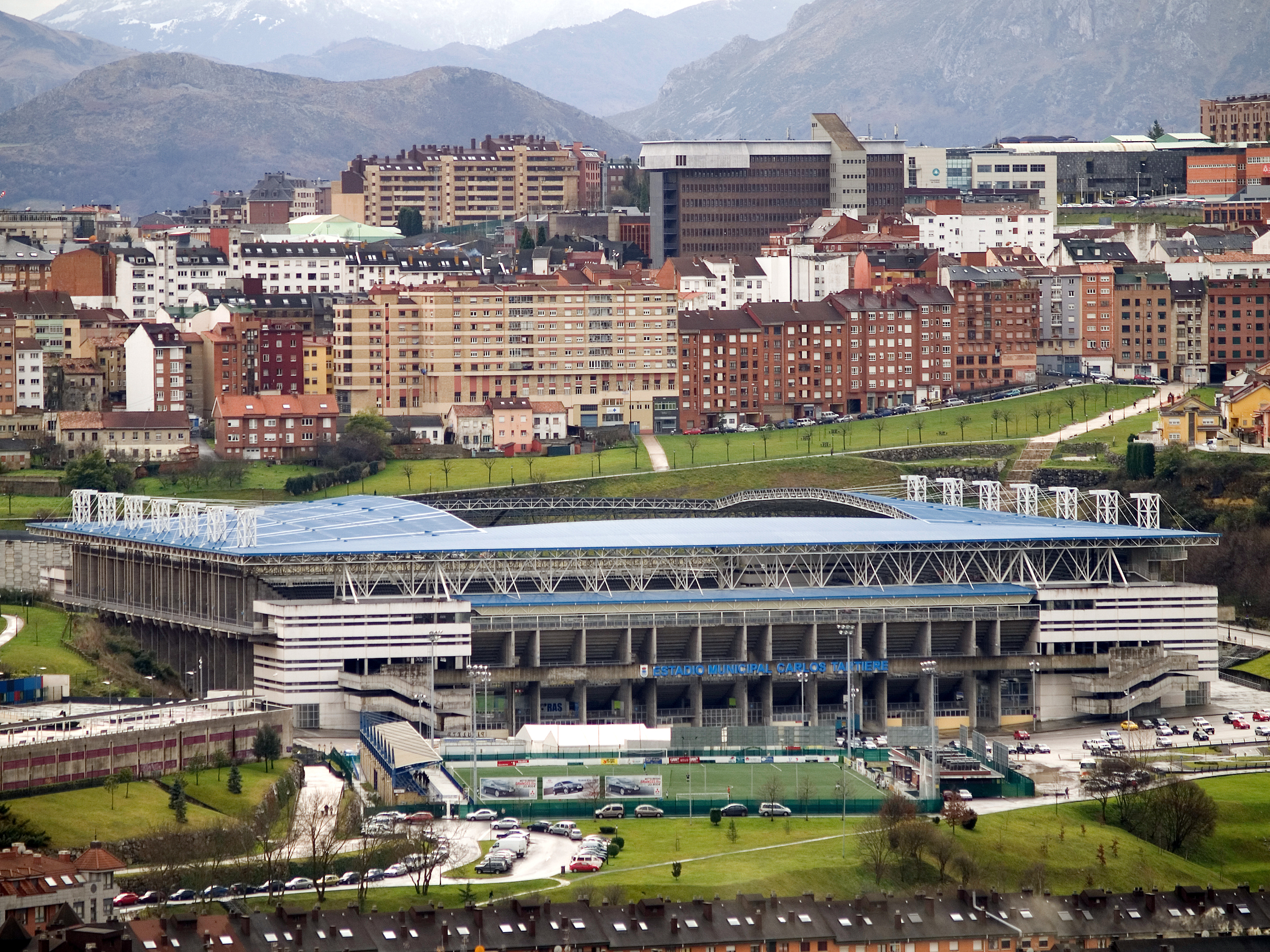
Una de sus obras fue el Estadio Municipal Carlos Tartiere (Real Oviedo S.A.D.).

Manuel Emilio Llano Menéndez (Tebongo, municipio de Cangas del Narcea, 26 de agosto de 1952) es un arquitecto y urbanista español. En el año 1976 alcanza el título de Arquitecto Superior en la Escuela Técnica Superior de Arquitectura de Barcelona. 
Se casó en el año 1978 con Mercedes García Martínez y de este matrimonio nacieron sus hijos Javier Llano García y Felipe Llano García. Con su hijo Javier colaborará y fundará un estudio de arquitectura a finales del siglo XX. Durante la etapa de Luis Riera Posada en el ayuntamiento coordina la redacción del Plan General de Urbanismo de Oviedo (1979-1982). Fue concejal de Oviedo con UCD. 

## Obras
Su actuación profesional se ha centrado en la ciudad de Oviedo. Entre sus obras arquitectónicas cabe destacar el Estadio de Fútbol Carlos Tartiere (finalizado en el año 2000), el Instituto Oftalmológico Fernández-Vega, el Centro Comercial Los Prados o la Estación de autobuses de Oviedo José Cosmen, finalizada en 2003. Ha realizado igualmente obras de restauración arquitectónico como es el caso del Palacio de Vistalegre o del Palacio de Villa Magdalena (ambos en Oviedo).